# Rolf Oesterreich (Eiskunstläufer)
Rolf Oesterreich (* 28. November 1952 in Rostock) ist ein ehemaliger deutscher Eiskunstläufer, der im Paarlauf für die DDR startete.

## Sportliche Karriere
Rolf Oesterreich begann mit dem Eiskunstlaufen in Berlin. Er trat im Paarlauf zunächst mit Marlies Radunsky an. Mit ihr wurde er 1971 und 1972 Dritter bei den DDR-Meisterschaften hinter Manuela Groß und Uwe Kagelmann sowie Anette Kansy und Axel Salzmann. Sie nahmen in diesem Zeitraum an Europameisterschaften teil und wurden Sechste bzw. Siebte.
1972 wechselte Oesterreich die Partnerin und lief fortan mit Romy Kermer. Er startete für den SC Dynamo Berlin und trainierte dort bei Heidemarie Steiner-Walther.
An der Seite von Romy Kermer wurde er 1973 in Abwesenheit von Groß/Kagelmann auf Anhieb DDR-Meister. Bei ihrem Europameisterschaftsdebüt in Köln belegten Oesterreich und Kermer den sechsten Platz und bei ihrem Weltmeisterschaftsdebüt in Bratislava den fünften Platz. 1974 gewannen sie ihre ersten internationalen Medaillen. In Zagreb wurden sie Vize-Europameister hinter Irina Rodnina und Alexander Saizew und schlugen dabei überraschend Ljudmila Smirnowa und Alexei Ulanow aus der Sowjetunion sowie die amtierenden DDR-Meister Groß und Kagelmann. Bei der Weltmeisterschaft in München mussten sie sich zwar Smirnowa und Ulanow geschlagen geben, blieben aber wiederum vor ihren Landsleuten und gewannen somit die Bronzemedaille. 1975 wurden Rolf Oesterreich und Romy Kermer zum ersten Mal DDR-Meister in Anwesenheit von Groß und Kagelmann. Sie verteidigten den Titel ein Jahr später. Bei der Europameisterschaft 1975 in Kopenhagen wie auch bei der Weltmeisterschaft 1975 in Colorado Springs gewannen sie die Silbermedaille hinter Rodnina und Saizew. Silber war auch die Farbe für Oesterreich und Kermer im letzten Jahr ihrer Karriere, 1976. Sowohl bei der Europameisterschaft in Genf wie auch bei den Olympischen Spielen in Innsbruck und der Weltmeisterschaft in Göteborg mussten sie sich lediglich dem überragenden Paar Rodnina/Saizew aus der Sowjetunion geschlagen geben.
1976 wurde Rolf Oesterreich bei einer zentralen Ausreisekontrolle der DDR positiv auf anabole Steroide getestet und durfte erst zu den Olympischen Spielen nach Innsbruck reisen, als keine verbotenen Substanzen mehr nachweisbar waren.
Romy Kermer und Rolf Oesterreich heirateten nach ihrer aktiven Eiskunstlaufzeit, die Ehe wurde später wieder geschieden. Oesterreich wurde Trainer und arbeitete unter anderem beim TuS Stuttgart Eissport, wo er Daniel und Maylin Wende trainierte. Von 2012 bis 2015 trainierte er die Nachwuchsläufer des ERC Ingolstadt. Seit der Saison 2015/16 ist er beim EV Dornbirn tätig.

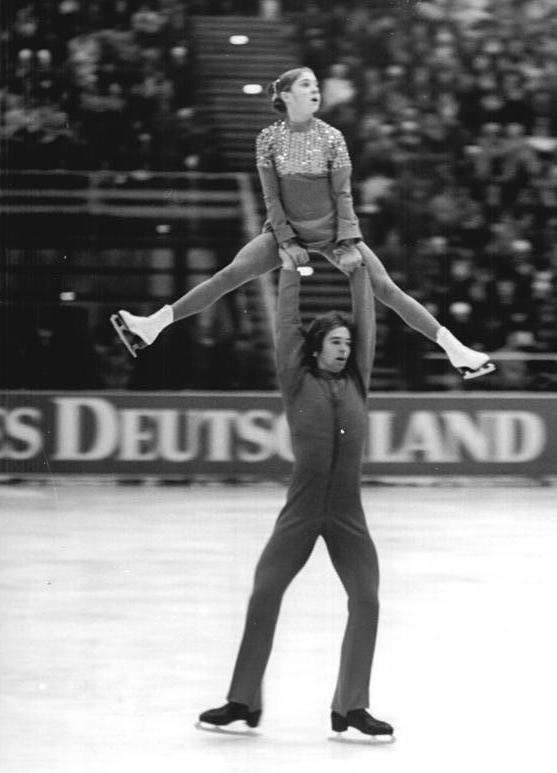
Oesterreich und Kermer, 1972

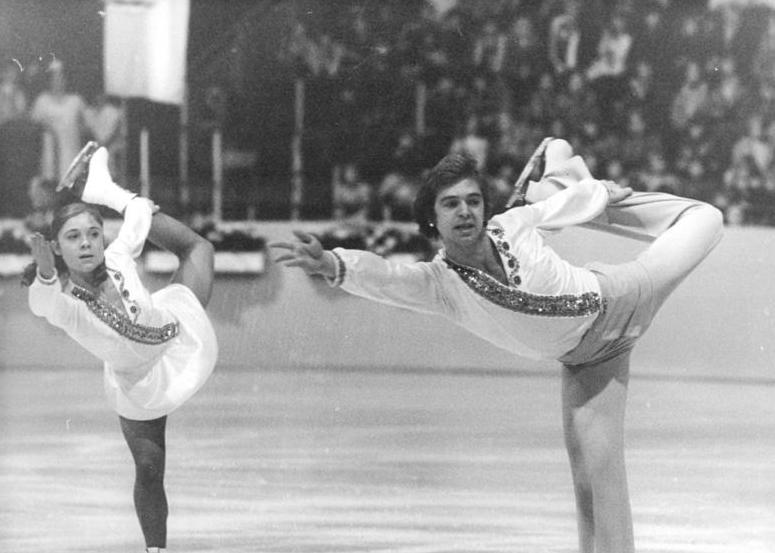
Oesterreich und Kermer bei den DDR-Meisterschaften 1975

## Ergebnisse

### Paarlauf
(bis 1972 mit Marlies Radunsky, ab 1973 mit Romy Kermer)
| Wettbewerb / Jahr       | 1971 | 1972 | 1973 | 1974 | 1975 | 1976 |
| ----------------------- | ---- | ---- | ---- | ---- | ---- | ---- |
| Olympische Winterspiele |      |      |      |      |      | 2.   |
| Weltmeisterschaften     |      |      | 5.   | 3.   | 2.   | 2.   |
| Europameisterschaften   | 6.   | 7.   | 6.   | 2.   | 2.   | 2.   |
| DDR-Meisterschaften     | 3.   | 3.   | 1.   | 2.   | 1.   | 1.   |